# XG血型系统
Xg血型系統等位基因位於第二十三對染色體，也就是性染色體中的X染色體。自西元1962年由J.D.曼等用一個多次輸血的病人血清時發現一種紅細胞抗原Xg2。此抗原由X短臂上的Xg等位基因座位控制，分為Xg2和Xg抗原，其中Xg為無效等位基因。

## 系統影響
Xg2是目前全世界中唯一已知並已確認X連鎖的紅細胞抗原。此抗原可了解X染色體來自親代的哪一方，並可檢驗相關性染色體異常之疾病。

## 等位基因遺傳方式
Xg2表型為(a+)，Xg表型為(a-)。
父親染色體為XY，母親為XX，若父親X染色體基因為Xg2抗原，母親為Xg抗原的話，Xg2*Xg為顯性，因此生下來的女兒必定是(a+)，兒子必定是(a-)。若父親為Xg，母親為Xg2的話，則子女成為(a+)或(a-)的機率為一半一半。

## XG血型系統的用途
若某一女孩的X染色體為(a+)，父親也為(a+)，母親卻為(a-)，則此女孩的Xg2基因必定來自父親。若某一男性病童性染色體為XXY，X染色體為(a+)，母親卻為(a-)，那這個男童除了Y染色體來自父親外，還有一條X染色體來自父親。